# Johann Uphagen
Johann Wilhelm Uphagen (ur. 9 lutego 1731 w Gdańsku, zm. 17 listopada 1802 w Gdańsku) – bibliofil, historyk, miłośnik nauk, ławnik i rajca gdański, pochodzący z rodu Uphagenów. Zmarł bezpotomnie, a majątek przekazał Fundacji Rodzinnej. W zakupionej przez niego w 1775 roku i przebudowanej na jego zlecenie kamienicy (Dom Uphagena) przy ulicy Długiej 12 w Gdańsku mieści się od początku XX wieku muzeum (obecnie oddział Muzeum Gdańska). Budowany przez niego księgozbiór, przeważnie o profilu humanistycznym, stanowi teraz część zbiorów Biblioteki Gdańskiej PAN.

## Życiorys

### Rodzina
Johann Uphagen był najstarszym synem Petera Uphagena (1704–1775), zamożnego kupca gdańskiego, którego przodek Arnold Uphagen, pochodzący z Flandrii Zachodniej, osiedlił się w Gdańsku. Jego matką była Elisabeth, z domu Forret. Urodził się 9 lutego 1731 roku, a dziewięć dni później został ochrzczony. Miał dwoje rodzeństwa – brata Karla Heinricha i siostrę Renate Elisabeth. Brakuje informacji o jego dzieciństwie i latach szkolnych. Uphagenowie byli rodziną ewangelicko-reformowaną (kalwińską) i wielokrotnie sprawowali funkcję starszych w parafii Św. Piotra i Pawła w Gdańsku.

### Studia

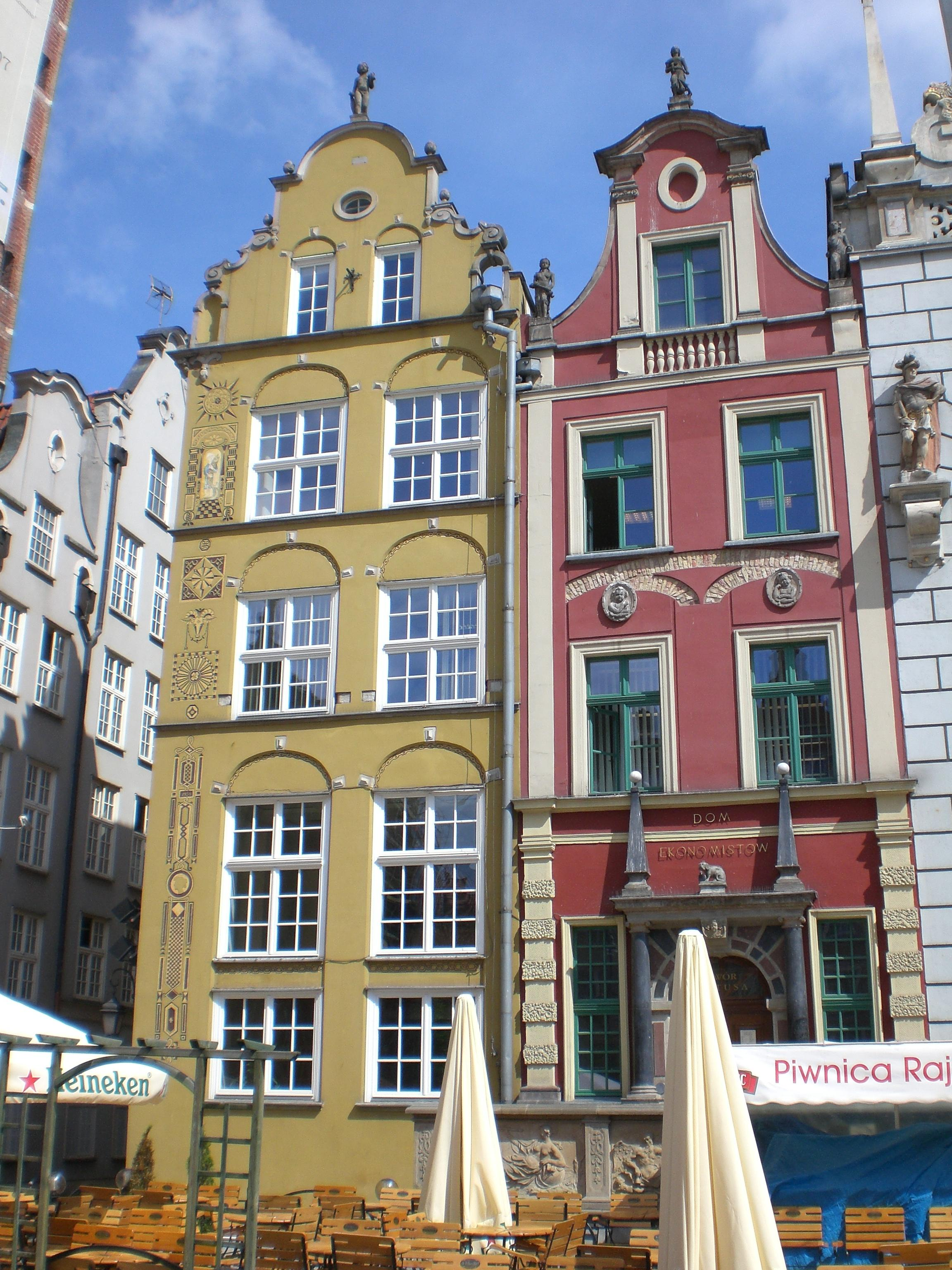
Stary Dom Ławy na Głównym Mieście

Początkowo miał zostać kupcem, dlatego w 1747 rozpoczął staż w Towarzystwie Żeglugowym „Uphagen i Paleske”, którego współwłaścicielem był jego ojciec. Po dwóch latach postanowił jednak pod wpływem historyka Gotfryda Lengnicha przerwać terminowanie i za zgodą ojca przygotowywał się do studiów przez półtora roku ucząc się łaciny, greki i filozofii. Po zdaniu egzaminów wyruszył w 1751 roku wraz z bratem stryjecznym Wilhelmem Heinrichem Uphagenem do Getyngi, gdzie na tamtejszym uniwersytecie studiował prawo, filozofię i historię. Po zakończeniu nauki w 1754 roku podróżowali po Niemczech, Holandii i Francji, poznając tamtejszą kulturę, podziwiając zabytki sztuki sakralnej i świeckiej oraz nabywając książki.

### Małżeństwa
W lipcu 1755 roku Johann Uphagen powrócił do Gdańska, gdzie podjął pracę, nie wiadomo jednak, czy w firmie ojca, czy samodzielnie. Ożenił się ze swą stryjeczną siostrą Florentiną Uphagen, z którą zamieszkał w Starym Domu Ławy przy Długim Targu 45, zakupionym w 1763 roku przez ojca. Florentina zmarła w marcu 1766 roku, a trzy lata później Johann poślubił Abigail Borckmann. Oba małżeństwa pozostały bezdzietne.

### Urzędy publiczne
Johann Uphagen sprawował liczne urzędy w Gdańsku. W 1776 roku został ławnikiem. Był członkiem kasy miejskiej, należał do komisji podatkowych, zajmował się sprawami zabezpieczenia przed ogniem oraz nadzorem nad latarniami miejskimi. Był członkiem wielu deputacji i zarządów miejskich Był podpułkownikiem i głównym dowódcą gdańskich regimentów: „niebieskiego”, „białego” i „czerwonego”. W 1792 został rajcą miejskim, ale po II rozbiorze Polski w 1793 roku, gdy Gdańsk znalazł się w granicach Prus, wycofał się z pełnienia tego i innych urzędów.
Udzielał się społecznie. Był prezesem kasy ubogich działającej przy gdańskiej gminie kalwińskiej, a od 1768 przełożonym gminy reformowanej.

### Majątek
Johann Uphagen był zamożnym człowiekiem. Był współwłaścicielem posiadłości Buszkowy, a także właścicielem spichrza Małpa przy ulicy Chmielnej 78 w Gdańsku. Należały do niego w różnym czasie także inne nieruchomości w Gdańsku – przy ulicy Szerokiej 71, Szerokiej 24, Chlebnickiej 40, Mariackiej 38, Św. Ducha 83. Był również właścicielem posiadłości podmiejskiej „Mon Plaisir” we Wrzeszczu nabytej w 1790 roku.
W 1775 roku zakupił kamienicę przy ulicy Długiej 12 w Gdańsku, znaną obecnie jako Dom Uphagena. Została ona przebudowana zgodnie z obowiązującym nurtem (rokoko) i zyskała nowy wystrój stały, na który składały się m.in. niskie boazerie dekorowane płycinami o różnorodnych motywach (owady, kwiaty, ptaki, architektura starożytna, sceny chińskie).
Kapitał lokował także w bankach angielskich i zarządzanych przez nie funduszach.

### Zainteresowania

#### Historia

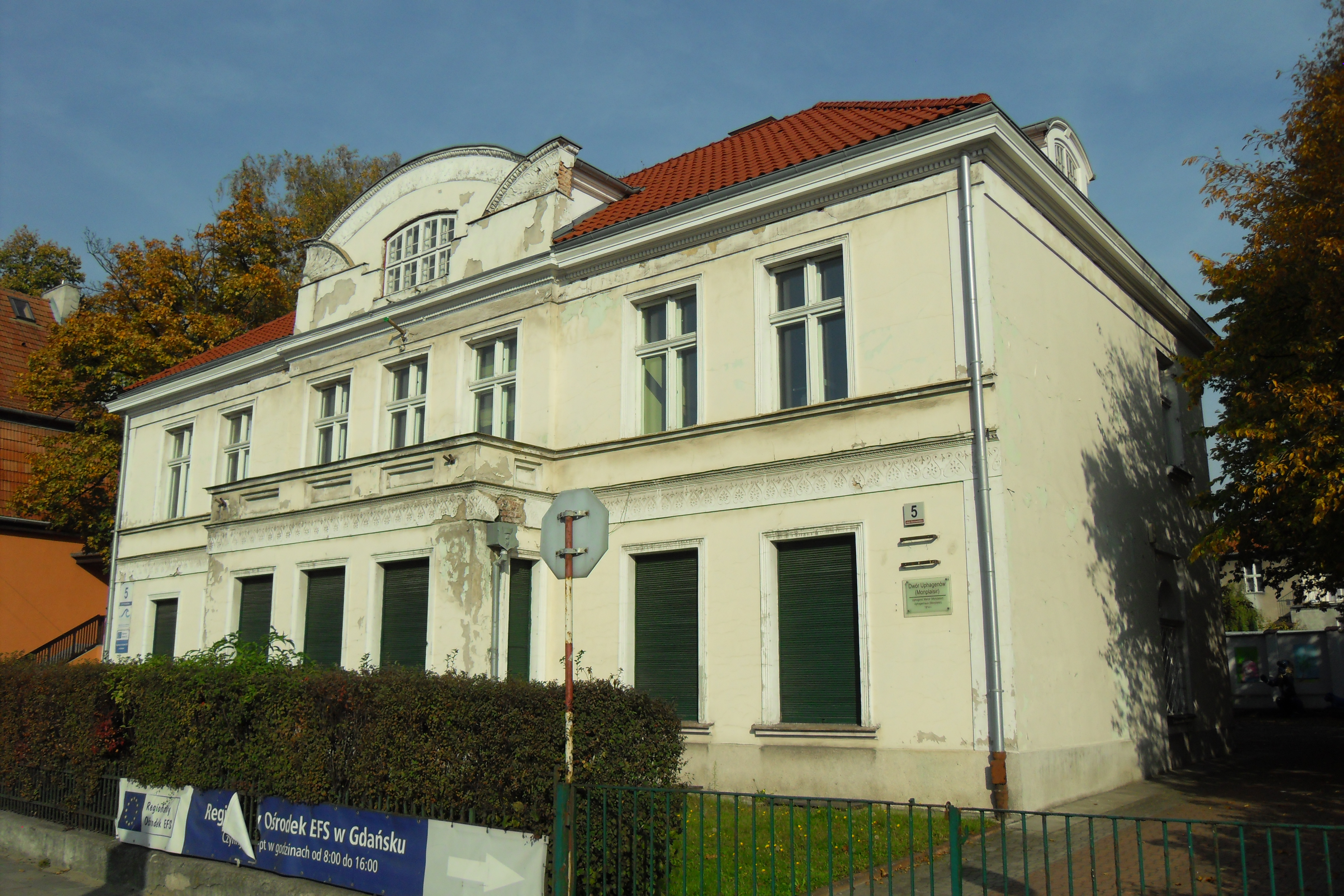
Dwór Uphagenów „Monplaisir” we Wrzeszczu Górnym

Johann Uphagen pisał dzieła historyczne. W 1765 roku wziął udział w konkursie Towarzystwa Przyrodniczego w Gdańsku, którego tematem z prac historii Polski miały być dzieje Lecha. Jego praca nie zyskała uznania i nie została nagrodzona. W 1774 roku wydał drukiem pracę poświęconą historii książąt Pomorza Gdańskiego Ehrenrettung der älteren polnischen Geschichtschreiber gegen die neulich im Drucke erschienene: Gründliche Nachricht von den Herzogen von Pommern Danziger Linie, worinn zugleich die Nachrichten der polnischen Schriftsteller von dieser Materie geprüft werden. W 1782 roku ukończył dzieło Parerga historica będące kroniką świata od jego początków do 997 roku, nad którym pracował blisko dwadzieścia lat.

#### Bibliofilstwo
Był także bibliofilem. Od wczesnych lat gromadził książki, które nabywał zarówno w Gdańsku (głównie u Jobsta Hermanna Flörke), jak i podczas podróży po innych krajach. Zamawiał cenne pozycje m.in. w Amsterdamie i Bordeaux, brał także udział w aukcjach. Najcenniejsze pozycje w jego zbiorze pochodziły z biblioteki Heinricha W. Rosenberga, sprzedanej na aukcji w 1795 roku. Zgodnie ze spisem sporządzonym w 1803 roku, już po śmierci Johanna Uphagena, jego księgozbiór stanowiły 10 463 tytuły w ponad 15 000 woluminów. W jego bibliotece znajdowało się też 280 rękopisów oraz 165 map i sztychów. Zbiory biblioteczne Uphagena trafiły w 1879 roku jako depozyt do Biblioteki Miejskiej, a obecnie znajdują się w Bibliotece Gdańskiej PAN jako zbiór wydzielony i mający odrębne sygnatury. Jego zbiór jest uważany za jedną cenniejszych kolekcji mieszczańskich epoki oświecenia. Budowany pod kątem przydatności do własnej pracy naukowej zawierał pozycje literatury historycznej, prawniczej, bibliograficznej, a także wartościowe dzieła z zakresu nauk przyrodniczych, nauk o ziemi i technicznych.

#### Członkostwo w towarzystwach naukowych
Od 13 listopada 1776 roku był członkiem Towarzystwa Przyrodniczego w Gdańsku. W swoim księgozbiorze miał liczne prace i rozprawy wydawane przez nie. Jego zasługi zostały nagrodzone złotym medalem, pismem gratulacyjnym i pamiątkową złotą tabakierką przez Kurfürsta Saksonii. Od 1786 roku był członkiem korespondentem Królewskiego Towarzystwa Naukowego w Getyndze. Należał też do członków naukowego Towarzystwa Starożytniczego w Londynie.

#### Pisanie pamiętnika
Prowadził przez całe życie diariusz, uznawany obecnie za zaginiony, którego fragmenty są znane dzięki autorom niemieckim F. Schwarzowi oraz R. Dähnemu, którzy na początku XX wieku mieli dostęp do zapisków bibliofila.

### Śmierć i testament

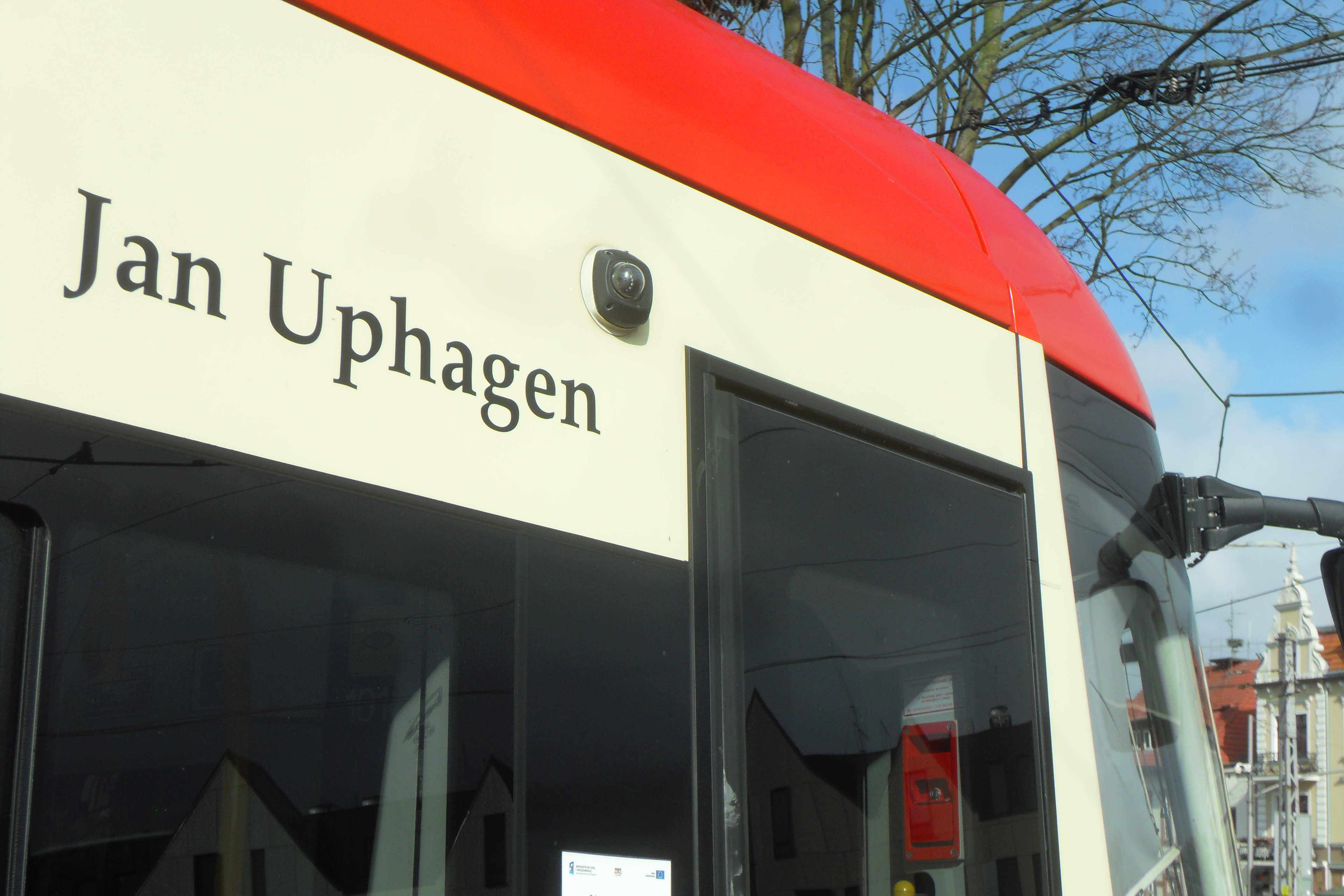
Gdański tramwaj, którego patronem jest Johann Uphagen

Johann Uphagen zmarł 17 listopada 1802 roku w swoim podmiejskim dworze. Mimo dwukrotnego ożenku nie pozostawił potomków. Troszcząc się o majątek i chcąc zadbać o losy gdańskiej kamienicy przy Długiej 12 oraz gromadzonego przez lata księgozbioru ustanowił w 1789 roku Związek Rodzinny dla uczczenia pamięci swoich rodziców, a spadkobiercą uczynił swojego młodszego brata Karla Heinricha. Po nim pieczę nad majątkiem, dziedziczonym w drodze majoratu objął jego syn Johann Karl Ernst Uphagen. 51 paragrafów statutów Fundacji szczegółowo precyzowało zasady dziedziczenia, kompetencje Zarządu, a nawet terminy i miejsca dorocznych spotkań rodzinnych.

## Upamiętnienie
Nie zachował się żaden wizerunek Johannesa Uphagena. Jest patronem tramwaju Pesa Swing 120NaG SWING Gdańskich Autobusów i Tramwajów o numerze bocznym 1014. Jego imię nosi ulica w Gdańsku (dzielnica Wrzeszcz Górny), która jako jedna z nielicznych w Gdańsku nie zmieniła patrona po 1945.